# Projets urbains
 (septembre 2024).
La mise en forme du texte ne suit pas les recommandations de Wikipédia : il faut le « wikifier ».
Les points d'amélioration suivants sont les cas les plus fréquents. Le détail des points à revoir est peut-être précisé sur la page de discussion.
- Les titres sont pré-formatés par le logiciel. Ils ne sont ni en capitales, ni en gras.
- Le texte ne doit pas être écrit en capitales (les noms de famille non plus), ni en gras, ni en italique, ni en « petit »…
- Le gras n'est utilisé que pour surligner le titre de l'article dans l'introduction, une seule fois.
- L'italique est rarement utilisé : mots en langue étrangère, titres d'œuvres, noms de bateaux, etc.
- Les citations ne sont pas en italique mais en corps de texte normal. Elles sont entourées par des guillemets français : « et ».
- Les listes à puces sont à éviter, des paragraphes rédigés étant largement préférés. Les tableaux sont à réserver à la présentation de données structurées (résultats, etc.).
- Les appels de note de bas de page (petits chiffres en exposant, introduits par l'outil «  Source ») sont à placer entre la fin de phrase et le point final[comme ça].
- Les liens internes (vers d'autres articles de Wikipédia) sont à choisir avec parcimonie. Créez des liens vers des articles approfondissant le sujet. Les termes génériques sans rapport avec le sujet sont à éviter, ainsi que les répétitions de liens vers un même terme.
- Les liens externes sont à placer uniquement dans une section « Liens externes », à la fin de l'article. Ces liens sont à choisir avec parcimonie suivant les règles définies. Si un lien sert de source à l'article, son insertion dans le texte est à faire par les notes de bas de page.
- La présentation des références doit suivre les conventions bibliographiques. Il est recommandé d'utiliser les modèles {{Ouvrage}}, {{Chapitre}}, {{Article}}, {{Lien web}} et/ou {{Bibliographie}}. Le mode d'édition visuel peut mettre en forme automatiquement les références.
- Insérer une infobox (cadre d'informations à droite) n'est pas obligatoire pour parachever la mise en page.

Pour une aide détaillée, merci de consulter Aide:Wikification.
Si vous pensez que ces points ont été résolus, vous pouvez retirer ce bandeau et améliorer la mise en forme d'un autre article.
Projets urbains d'Ilya Varlamov et Maxime Katz (en russe : « Городски́е прое́кты Ильи́ Варла́мова и Макси́ма Ка́ца ») est une fondation russe créée en 2012 par le politicien Maxime Katz et le journaliste Ilya Varlamov, et qui a suspendu ses activités en mars 2022. La fondation visait à améliorer l'environnement urbain en s'appuyant sur les données de l'urbanisme moderne. La fondation est à l'origine d'un certain nombre d'initiatives à Moscou, qui ont suscité des réactions mitigées de la part des autorités. Elle a également travaillé dans de nombreuses régions de Russie.
En 2019, Daria Bessedina, membre de l'organisation, est élue députée à la Douma de la ville de Moscou. En 2020, David Avetian, directeur de « Projets urbains » à Tomsk, est devenu député à la Douma de la ville de Tomsk, et Vadim Alexeïev, directeur de « Projets urbains » à Samara, est devenu député au conseil du district d'Oktiabrski à Samara.

## Création

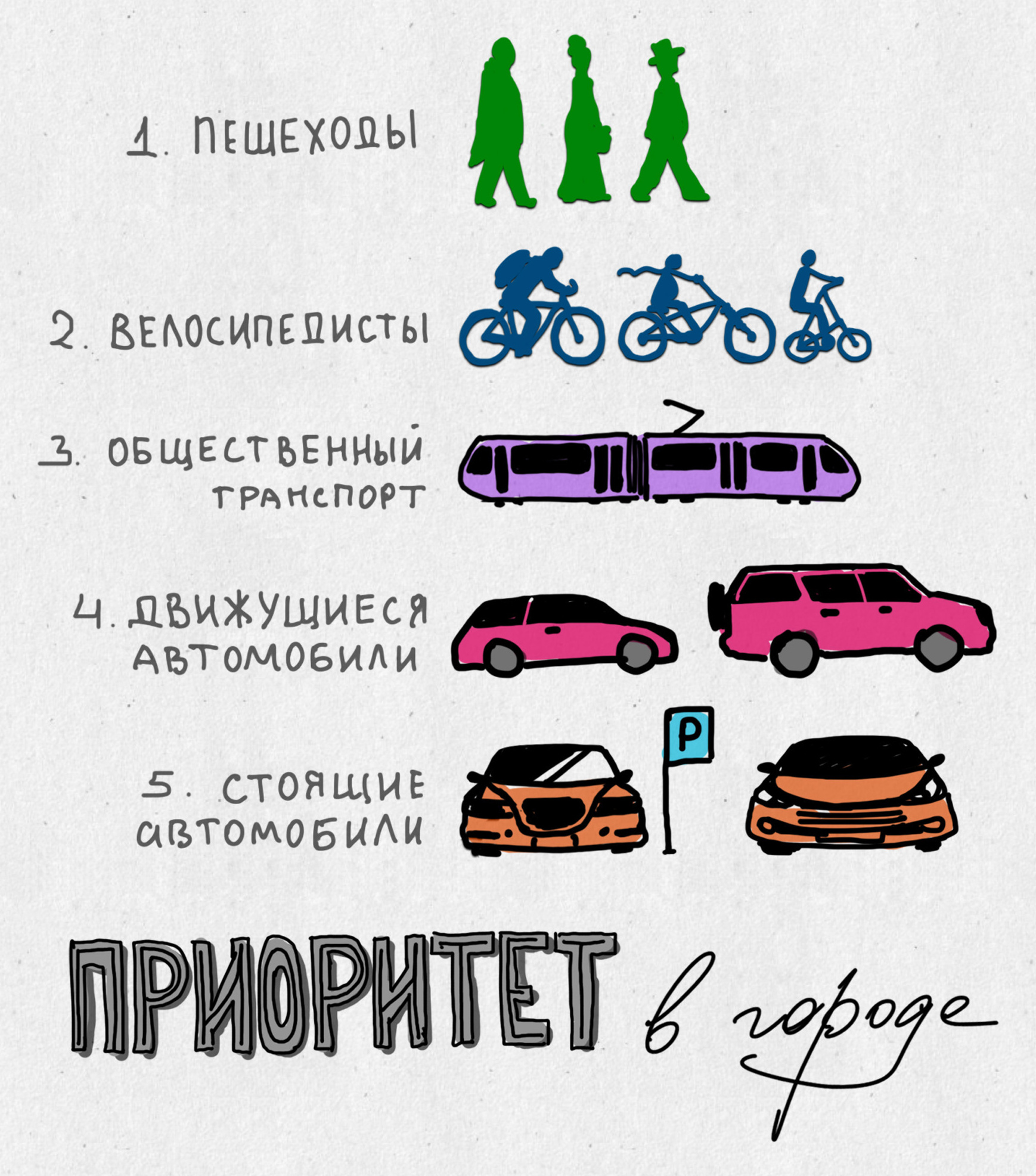
Priorités urbaines du point de vue de la fondation

La fondation a été créée après qu'Ilya Varlamov n'a pas réussi à recueillir suffisamment de signatures pour se présenter à la mairie d'Omsk. À l'origine, l'équipe de Varlamov prévoyait de rénover les rues et de modifier l'aspect architectural général de la ville, mais après l'échec de cette idée, il a été décidé de lancer une activité similaire, en commençant par Moscou. Viatcheslav Dvorakovski, élu maire par la suite, a soutenu les idées de Varlamov, déclarant dans son discours de campagne qu'il était prêt à mettre en œuvre ses projets.
Le lancement du projet a été annoncé le 4 juin 2012. Katz et Varlamov ont annoncé qu'ils prévoyaient de formuler des recommandations sur l'aspect de la rue Tverskaïa à Moscou, la plantation d'arbres, l'installation de mobilier urbain, etc. Des conférences, des traductions d'ouvrages, la création et la diffusion de supports visuels sont prévues.
Les premières initiatives annoncées ont été les suivantes :
- installation de cendriers de rue sur la rue Tverskaïa,
- étude et formulation de recommandations pour l'amélioration des infrastructures piétonnes sur la rue Tverskaïa,
- préparation d'un carnaval à Moscou,
- étude et élaboration d'un projet de modification des rues, des lignes de transports en commun, des parcs, des cours et des places dans le quartier de Chtchoukino.

Ilya Varlamov a expliqué la manière dont les tâches seraient définies et mises en œuvre :
« Il existe deux façons de procéder : la première consiste à proposer des idées et à collecter des fonds, la seconde à s'appuyer sur les suggestions des habitants. Les habitants de n'importe quelle ville peuvent nous soumettre une idée intéressante, et nous essaierons, à l'aide de nos outils, de les aider à la mettre en œuvre, à la développer ou à la soutenir. »
Le financement des « Projets » est assuré conjointement par le biais de parrainages et de financement participatif. En 2012 également, le centre d'information du gouvernement de Moscou prévoyait de devenir le sponsor d'information de la fondation, sans financement financier. Selon le rapport de la fondation pour 2017 et le premier semestre 2018, les recettes de la fondation se sont élevées à environ 3,1 millions de roubles, dont 2,5 millions de dons privés, 40 000 roubles de dons ciblés pour Saint-Pétersbourg, 424 000 roubles de prêts des fondateurs, 63 000 roubles de la vente de livres et 37 000 roubles de la vente de produits dérivés. Au total, « Projets urbains » a reçu 2 619 dons, pour un montant moyen de 952 roubles.
Piotr Ivanov a été directeur général de la fondation de décembre 2017 à avril 2018,.

## Activités à Moscou
Avant le lancement de chaque projet, des études de terrain sont menées avec la participation de bénévoles : les flux de piétons et les comportements des piétons sont étudiés. Les données d'études d'urbanistes de renom sont utilisées : Jan Gehl, Vukan Vuchic, etc.
Pour étudier les villes européennes et trouver un architecte pour conseiller les initiatives à Chtchoukino, Varlamov et Katz ont effectué une expédition en Europe. Maxime Katz a affirmé que le voyage serait sponsorisé par la mairie de Moscou, mais le centre d'information du gouvernement a démenti ces informations sur le soutien financier. Selon Gueorgui Prokopov, directeur adjoint du centre, l'accord ne concernait que le soutien informationnel de l'expédition.
L'expédition s'est particulièrement intéressée aux infrastructures piétonnes et cyclables, à l'organisation de transports publics confortables et aux détails de l'aménagement urbain. À l'issue du voyage, des comptes rendus vidéo ont été publiés.

### Aménagement du quartier de Chtchoukino

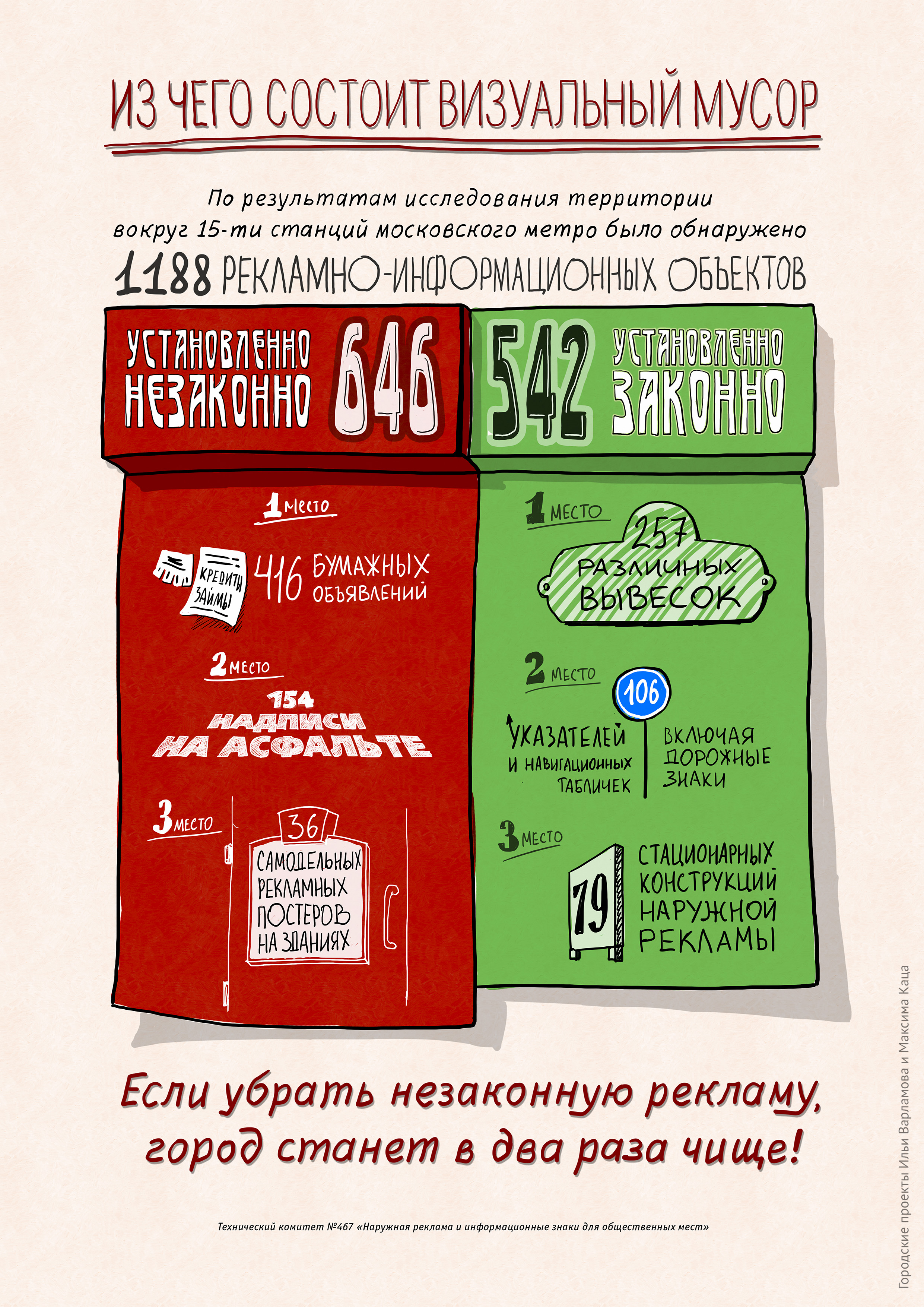
Affiche consacrée à la pollution visuelle

Les premières études de la fondation ont été menées dans le quartier de Chtchoukino. Les données sur l'activité humaine dans le quartier ont permis de convaincre l'assemblée municipale d'acheter 500 bancs publics. En effectuant des recherches dans le quartier de Chtchoukino, les bénévoles de la fondation ont découvert un problème dans la conception des passages piétons et des passages pour piétons. Chaque jour, jusqu'à 700 personnes traversaient la route en courant au même endroit de la rue Chtchoukinskaïa. Les informations recueillies ont convaincu les autorités locales de peindre un passage piéton à cet endroit.
La lutte contre l'affichage illégal a été un autre axe d'amélioration du quartier. En faisant pression sur les autorités locales et sur les afficheurs illégaux eux-mêmes, la quantité de pollution visuelle a été réduite.
Maxime Katz a souligné à plusieurs reprises la nécessité d'améliorer les infrastructures de rue :
« — S'il y a trois cents travailleurs qui vivent dans un immeuble et un sans-abri qui traîne dans la cour, les trois cents habitants ont l'impression qu'il n'y a que des sans-abri dans les cours. Parce que le sans-abri passe 24 heures sur 24 dans la rue, et les travailleurs cinq minutes par jour. Nous devons créer des infrastructures de rue agréables pour faire sortir les gens normaux : cafés de rue, pistes de rollers, bancs, tables, Wi-Fi gratuit, cinéma en plein air. »
Pour atteindre les mêmes objectifs, « Projets urbains » a élaboré un projet de zone de loisirs sur la rue Maréchal-Vassilevski à Chtchoukino. Les études menées par les bénévoles de la fondation ont montré qu'il existait une demande d'aménagement de cette zone à des fins de loisirs. Le projet prévoit d'aménager l'espace sous la forme de bancs en amphithéâtre, de modifier la couverture gazonnée, de regrouper les kiosques en une zone commerciale commune, d'installer des tables et un auvent pour s'abriter de la pluie. La préfecture du district administratif nord-ouest aurait soutenu l'initiative.

### Interdiction de stationner sur les trottoirs de la rue Tverskaïa

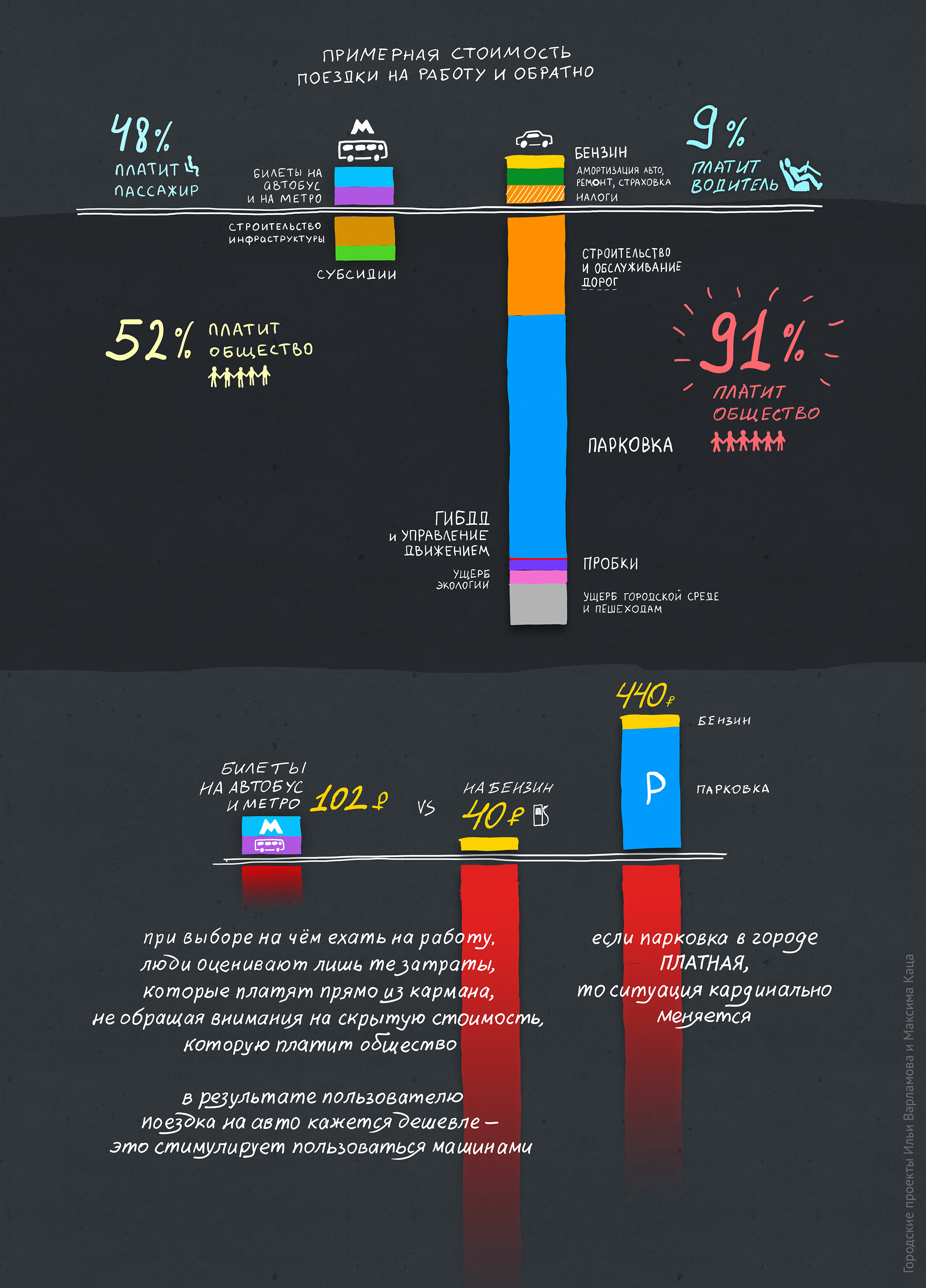
Infographie de l'exposition « Des villes pour les gens »

La fondation « Projets urbains » milite activement pour l'interdiction du stationnement sur les trottoirs, le développement des transports publics, des infrastructures cyclables et piétonnes au lieu de l'augmentation du nombre de routes.
Avant même le lancement de « Projets urbains », Maxime Katz avait publié son évaluation de la répartition de l'espace sur la rue Tverskaïa entre les piétons et les automobilistes : les automobilistes représentent 1 % des usagers des trottoirs, mais occupent 67 % de l'espace. La création de la fondation a permis d'étudier la situation sur la rue Tverskaïa de manière plus approfondie. Les résultats ont été publiés sur les blogs d'Ilya Varlamov et de Maxime Katz.
Le 12 octobre 2012, le marquage au sol des places de stationnement sur les trottoirs de la rue Tverskaïa a été effacé et les voitures en stationnement ont commencé à être enlevées par des dépanneuses. Selon Anton Bouslov, coprésident de l'organisation publique interrégionale « La ville et les transports », cette décision a été prise après que les autorités ont pris connaissance d'un rapport de « Projets urbains ».
Maxime Katz décrit le processus décisionnel de la mairie :
« Nous avons mené une étude détaillée sur le nombre de voitures qui s'y garent et le nombre de piétons qui passent. Nous avons publié ces chiffres, que j'ai transmis au maire adjoint chargé des transports, Maxime Liksoutov. Je lui ai dit : « Que diriez-vous de supprimer tout ça, sinon nous allons imprimer 20 000 tracts et les distribuer dans les rues. Les gens vont alors le réclamer, et vous finirez par les supprimer. » Lors de « l'heure des transports », il a fait une présentation à Sobianine sur la base de ces éléments. La nuit suivante, tous les parkings sur les trottoirs de la place Pouchkine à la place du Manège ont été supprimés. »
Un sondage réalisé par la suite auprès des Moscovites a révélé une approbation de l'interdiction du stationnement sur les trottoirs : près de 75 % des personnes interrogées ont évalué « négativement » et « plutôt négativement » le stationnement autorisé sur les trottoirs, et seulement 13 % ont donné une évaluation « positive » et « plutôt positive ». En outre, 76 % des personnes interrogées ont soutenu la décision des autorités municipales de supprimer les places de stationnement sur la rue Tverskaïa.

### Cendriers sur la rue Tverskaïa
Des bénévoles de « Projets urbains » ont mené une étude sur le comportement des fumeurs sur la rue Tverskaïa. Ici, comme dans d'autres études de la fondation, la méthodologie de Jan Gehl a été utilisée. Huit points ont été sélectionnés sur la rue Tverskaïa, et le nombre de fumeurs, le nombre de mégots jetés sur le trottoir et le nombre de mégots jetés dans les poubelles ont été comptés pendant 15 minutes chaque heure à chaque point.
Parallèlement aux études, la préparation d'un projet d'installation de cendriers a été lancée. La conception des cendriers à fixer aux lampadaires a été développée par le Studio Artemy Lebedev,. Varlamov a déclaré que « Projets urbains » installerait les cendriers à l'insu des autorités.
L'initiative est similaire à la campagne menée par l'organisation à but non lucratif Keep America Beautiful pour réduire le nombre de mégots jetés dans la rue : selon leur expérience, des mesures similaires permettent de réduire le nombre de mégots de 54 % en moyenne. Cependant, les autorités ont réagi négativement à l'initiative, la qualifiant de coup de relations publiques et déclarant que l'installation non autorisée de cendriers était interdite pour des raisons de sécurité.

### Exposition «Des villes pour les gens»
Du 17 au 26 novembre 2012, le musée d'architecture d'État Chtousev a accueilli une exposition de « Projets urbains ». Les résultats des recherches menées par « Projets urbains » y ont été présentés. Les panneaux qui composaient l'exposition mettaient l'accent sur les principaux problèmes de la ville et montraient comment améliorer l'environnement urbain.
Une série de conférences et de discussions ont été organisées à l'intention des visiteurs de l'exposition. Des experts de l'environnement urbain, des responsables municipaux de Moscou et des membres d'organisations d'opposition y ont participé. Parmi les intervenants figuraient Sergueï Kouznetsov, l'architecte en chef de Moscou, Dmitri Levenets, coordinateur du projet RosJKH, Piotr Ivanov, directeur général de Mosgortrans, et d'autres.

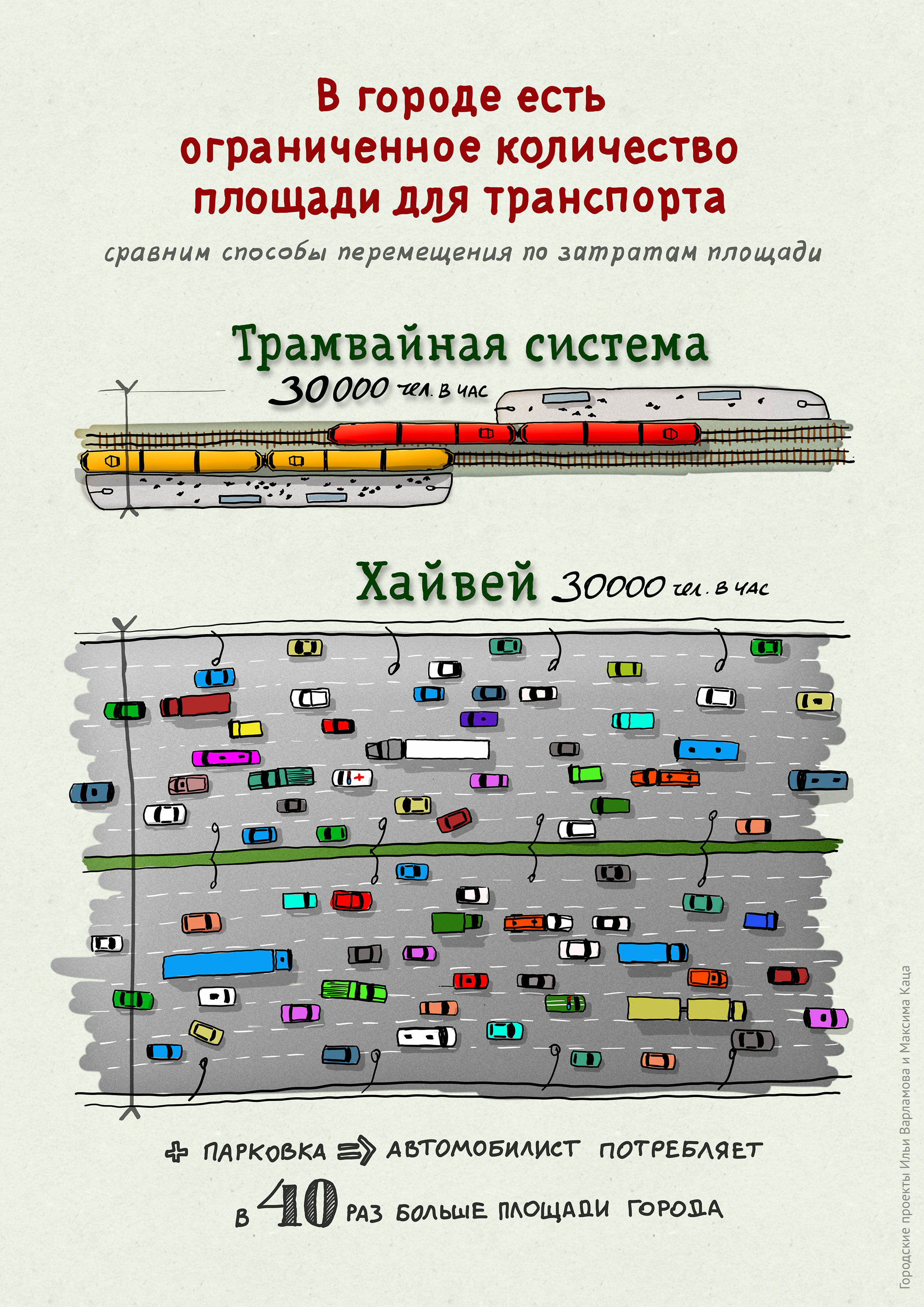
Sur l'avantage des transports publics - affiche de l'exposition « Des villes pour les gens »

Irina Korobina, directrice du musée, a décrit l'exposition comme une nouvelle étape dans la vie de l'espace muséal et un projet pilote de construction d'un forum de discussion au sein du musée.

### Plan du métro
Le département des transports de Moscou et « Projets urbains » ont annoncé un concours pour la création d'un nouveau plan du métro de Moscou,, qui devait être affiché dans les wagons en 2013. La fondation a élaboré un document contenant les exigences relatives au nouveau plan. Notamment, le plan devait pour la première fois prévoir plusieurs versions : une version compacte destinée aux wagons et une version plus complète à afficher dans les stations. Le plan devait accorder une attention particulière à l'information sur les autres modes de transport en site propre et les correspondances. Les exigences prévoyaient également la présence de code QR pour le site web du métro, l'indication des emplacements des parkings d'interception et des marques spéciales pour les stations accessibles aux personnes à mobilité réduite.
La sélection des travaux a été effectuée par un jury constitué par la fondation. Parmi ses membres figuraient Andreï Karmatski, chef d'équipe de conception des cartes Yandex, Robert Schwandl, expert allemand en transport ferroviaire, Alexeï Mitiaev, conseiller du chef du département des transports de Moscou, et d'autres. En janvier 2013, un vote en ligne a été organisé sur le site web du département des transports, remporté par le projet du studio Artemy Lebedev.

### Manifestation sur la place Trioumfalnaïa

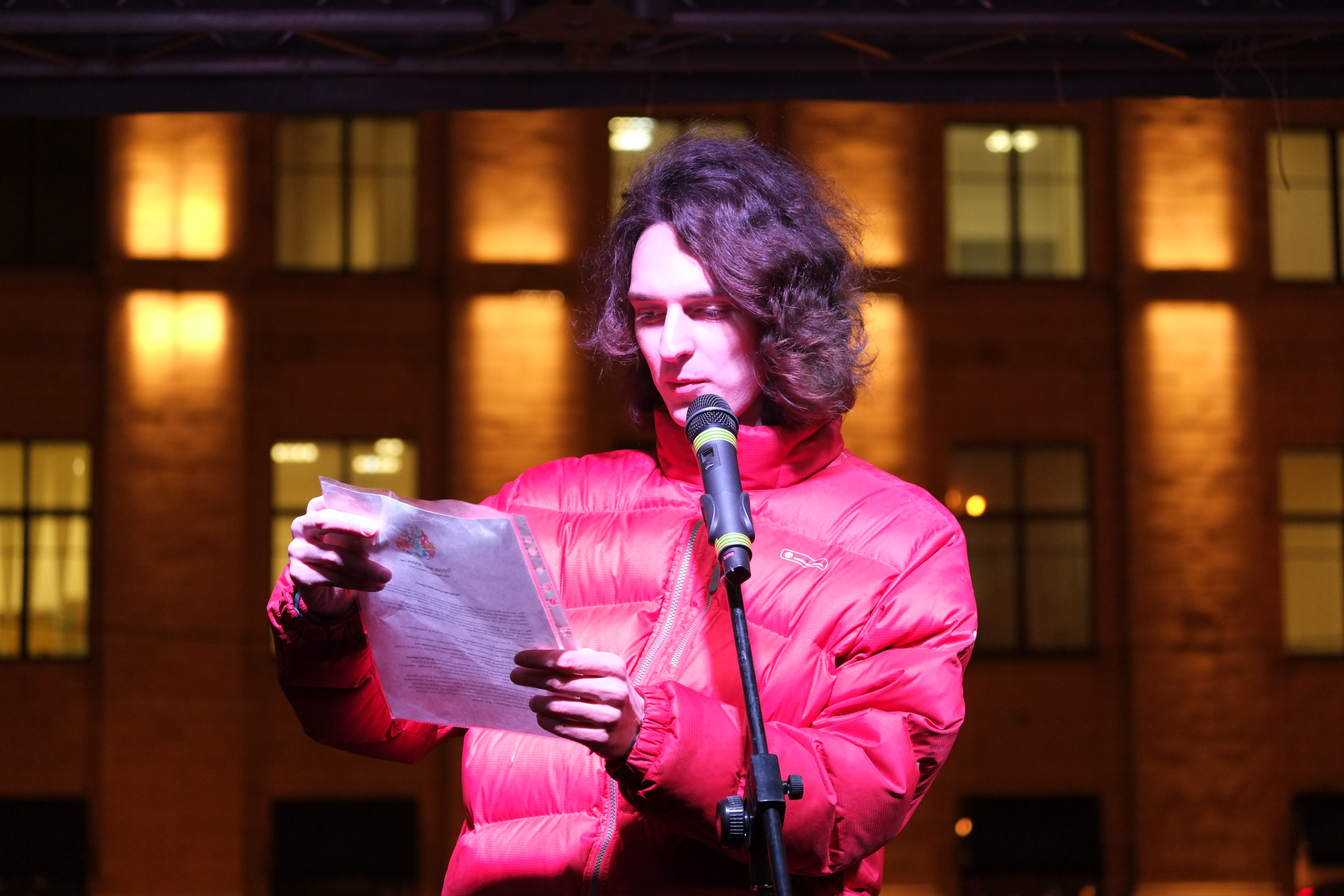
Maxime Katz lit la résolution de la manifestation sur la place Trioumfalnaïa

« Projets urbains » a organisé et mené une manifestation contre la rénovation de la place Trioumfalnaïa. La manifestation a eu lieu sur la place Trioumfalnaïa elle-même le 28 novembre 2013 et a rassemblé entre 70 et 198 personnes selon les estimations. Les manifestants se sont prononcés contre le projet de rénovation, qui prévoyait le recours à un entrepreneur sur la base d'un appel d'offres dont les principaux critères étaient le coût et les délais d'exécution des travaux, sans qu'un concours d'architecture professionnel approprié ne soit organisé. Outre Maxime Katz et Ilya Varlamov, l'historien de Moscou Alexandre Ossoltsev a également pris la parole lors de la manifestation. Par la suite, les autorités de Moscou ont décidé d'annuler les résultats de l'appel d'offres qui avait déjà eu lieu et d'organiser un concours d'architecture.

### Campagne pour la défense du trolleybus
Au printemps 2016, « Projets urbains » a organisé une campagne pour la défense des trolleybus à Moscou. En quelques mois, plus de 17 000 signatures ont été recueillies en faveur de ce mode de transport pratique et écologique, imprimées et remises à la mairie de Moscou. La campagne a recueilli plus de 2,5 millions de roubles en dons pour diffuser des messages radio et distribuer des journaux dans les rues et les transports en commun, et de nombreux médias ont fait état de l'initiative de manière positive. Cependant, aucune des promesses du département des transports n'a été tenue à ce jour, et le trolleybus à Moscou a été supprimé en 2020,.

### Carte des accidents de la route
En 2020, Projets urbains a rejoint l'équipe, du projet à but non lucratif Carte des accidents de la route, qui visualise sur une carte en ligne les points noirs d'accidents sur la base des données ouvertes publiées par la police de la route,.

### Publication du livre «100 conseils au maire de votre ville»
En mars 2020, « Projets urbains » a publié un livre intitulé « 100 conseils au maire de votre ville », qui rassemble des recommandations pour le développement des villes et l'amélioration de la vie des citadins. Les fonds nécessaires à la publication du livre, plus de deux millions de roubles, ont été collectés par financement participatif. La fondation a ouvert un site web intitulé « Éduquez un fonctionnaire », qui permet d'acheter des livres et de les envoyer à des fonctionnaires des régions russes.

### Projet de tramway sur l'Anneau des Jardins
Projets urbains a élaboré un itinéraire de tramway sur l'Anneau des Jardins, où il circulait historiquement. Selon le plan, la ligne de tramway doit se trouver au centre de la chaussée, ce qui augmentera la capacité de la rue de 1 570 à 15 000 personnes par heure.

### Rénovation d'une personne saine, à l'exemple du quartier de Ziouzino
En février 2021, en collaboration avec le centre de projets urbains « Chtab » et le Chtab de Ziouzino, la fondation a préparé un projet alternatif de rénovation du quartier moscovite de Ziouzino. Sa mise en œuvre permettra de ne pas abattre le parc du quartier et de conserver essentiellement des bâtiments de faible hauteur.

### Remise à l'air libre de la rivière Neglinka
En mars 2021, un projet de remise à l'air libre du lit de la rivière Neglinka a été publié sur le site web de la fondation (le lit est actuellement enterré dans des canalisations). Selon Ilya Varlamov, l'un des fondateurs de la fondation, la remise à l'air libre de la rivière pourrait modifier l'aspect et la fonction du centre historique de Moscou et attirer davantage de touristes dans la capitale,. Varlamov cite l'exemple de Séoul, où le lit de la rivière Cheonggyecheon, qui coulait dans des canalisations sous une autoroute pendant 30 ans, a été remis à l'air libre.

## Activités dans d'autres régions

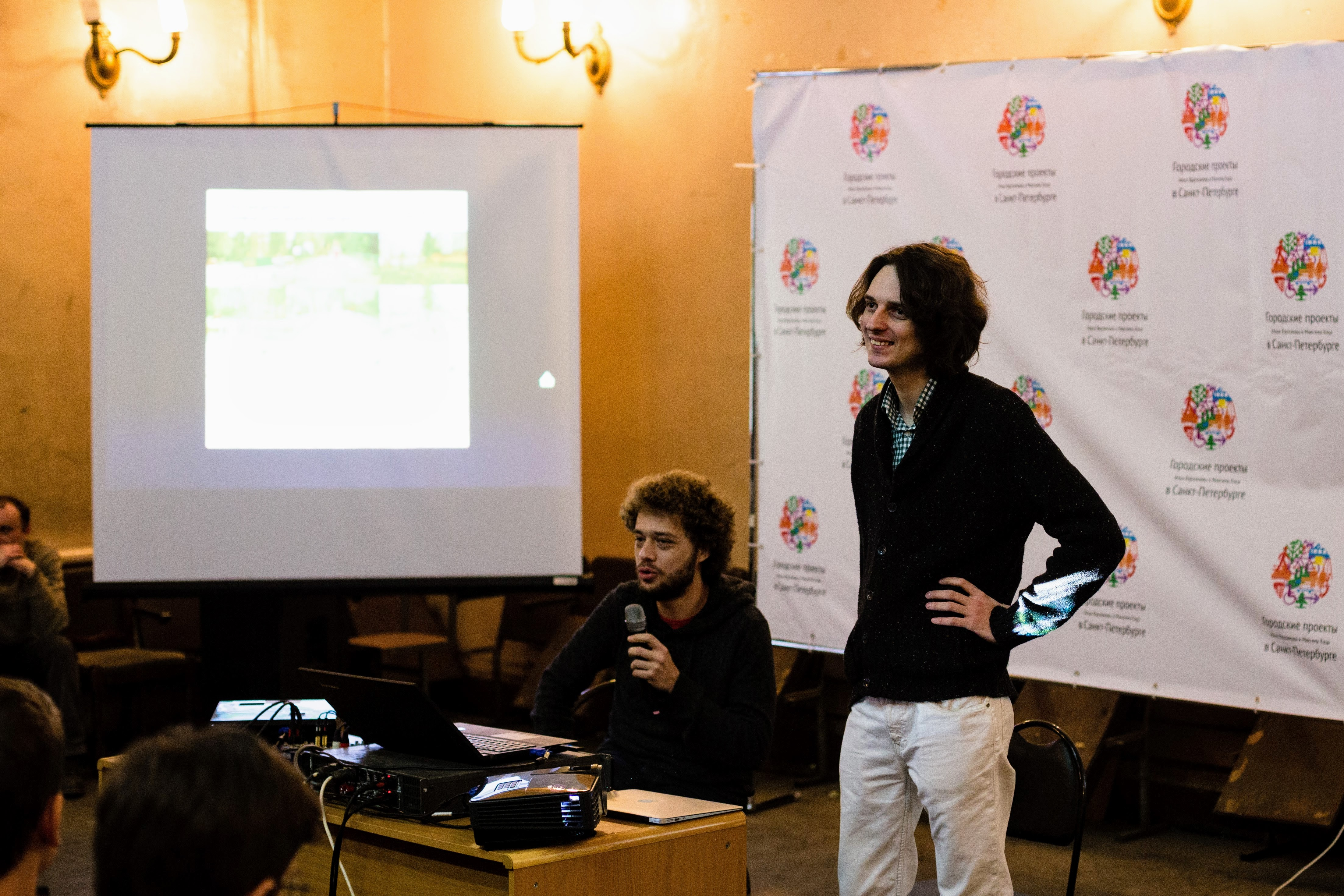
Maxime Katz et Ilya Varlamov lors de la cérémonie d'ouverture du bureau de Projets urbains à Saint-Pétersbourg, en 2014

Bien que les activités de la fondation « Projets urbains » soient concentrées à Moscou, ses créateurs ont déclaré dès le début de leurs travaux qu'ils étaient prêts à apporter un soutien juridique et informationnel aux projets régionaux prêts à être mis en œuvre. Ainsi, fin 2014, l'activiste de Syktyvkar Pavel Safronov a fondé une branche de la fondation à Saint-Pétersbourg.

### Réseau fédéral
En 2020, la fondation a ouvert un réseau de bureaux régionaux dans les capitales des sujets de la fédération de Russie et a rassemblé plus de dix mille sympathisants en quelques mois. Chaque bureau régional a élu son propre responsable. Au cours de l'année, des bureaux de la fondation ont ouvert dans 100 villes du pays, et le nombre de sympathisants a atteint 20 000,,,,.
Le 4 mars 2022, les activités de tous les bureaux ont été suspendues pour une durée indéterminée. Au moment de la suspension des activités des bureaux, le nombre de sympathisants de la fondation avait atteint plus de 30 000 personnes, dont près de 4 000 à Moscou.

### Concept de développement du parc «Zarosli» à Saint-Pétersbourg
Au lieu de la construction d'une autoroute prévue par les autorités de Saint-Pétersbourg sur le site d'un terrain vague sur les quais Makarov de l'île Vassilievski, la branche de Saint-Pétersbourg de « Projets urbains » a proposé de créer un nouveau parc urbain appelé « Zarosli » (en russe : « Заросли », qui signifie « fourrés »),,. Plus de 4 000 signatures ont été recueillies en faveur de la création du parc, et une modélisation des transports a montré que la construction de la route pourrait même aggraver la situation du trafic.

### Études et propositions mises en œuvre
En mars 2021, les sympathisants de la fondation ont mené une étude de la rue Sedova à Irkoutsk, à la suite de laquelle un passage piétonnier a été aménagé près du Théâtre musical et équipé de feux de signalisation, ce qui a permis de réduire le nombre d'infractions au code de la route par les piétons.
À Tioumen, une centaine de bordures de trottoir ont été abaissées après que des sympathisants de la fondation ont signalé aux administrations municipales leur non-conformité aux normes de hauteur.
Le bureau de la fondation à Ekaterinbourg a mené une étude sur le stationnement des voitures sur la rue Malycheva et a constaté que chaque jour, plusieurs voitures mal garées gênent environ 6 500 personnes. Le lendemain de la publication des informations de l'étude dans les médias, le trottoir a été protégé par des demi-sphères en béton empêchant le stationnement. Fin 2021, les autorités municipales ont accepté de protéger six autres arrêts de bus de la ville par des poteaux.

### Campagnes régionales en faveur des transports électriques
En juillet 2020, les sympathisants de la fondation à Briansk ont recueilli des signatures en faveur de l'achat de nouveaux trolleybus et contre les modifications prévues du réseau de lignes,. Les autorités municipales ont renoncé aux modifications, et en 2022, le renouvellement du parc de trolleybus de la ville a commencé.
En mars 2021, à la suite d'une campagne pour la défense du tramway de Koursk, le gouverneur de l'oblast de Koursk, Roman Starovoït, a ordonné le lancement des études de conception pour la reconstruction, la réparation et la construction d'infrastructures de tramway.

## Organisation de campagnes électorales

### 2013 - Élection du maire de Moscou
En 2013, Maxime Katz, directeur de la fondation, a été directeur adjoint de campagne du candidat Alexeï Navalny. Selon Katz, il n'était pas le seul membre de l'équipe de « Projets urbains » à faire partie du QG de campagne : « Nous avons participé aux élections d'Alexeï Navalny, - il est clair qu'il ne s'agissait pas d'élections sur le thème de la ville, mais de politique ». À la fin de la campagne, Katz a quitté le QG en raison d'un conflit avec Navalny. Selon Navalny, Katz s'opposait aux manifestations en cas de défaite aux élections. Selon une autre version, la cause serait un conflit entre Ekaterina Patioulina (épouse de Katz depuis 2022) et Leonid Volkov, directeur de campagne.
La campagne s'est caractérisée par l'installation de plus de 1 000 « cubes » dans les rues de Moscou - des panneaux de campagne quadrilatéraux à montage rapide, à côté desquels la campagne était menée. À l'issue de la campagne, Alexeï Navalny a perdu au premier tour avec un score de 27,24 %.

### 2014 - Élections à la Douma de la ville de Moscou
Pour les élections à la Douma de la ville de Moscou en 2014, Projets urbains prévoyait de créer un QG de soutien aux candidats indépendants. Cette idée n'a toutefois pas été soutenue par les autres forces d'opposition. En conséquence, le directeur de la fondation, Maxime Katz, a participé aux élections en tant que candidat indépendant,,,.

### 2017 - Élections municipales à Moscou
En 2017, le directeur de la fondation, Maxime Katz, en collaboration avec Dmitri Goudkov, a organisé un QG de soutien aux candidats indépendants aux élections municipales, connu sous le nom de « Uber politique ».

### 2019 - Élections municipales à Saint-Pétersbourg, élections à la Douma de la ville de Moscou
En février 2019, Projets urbains a annoncé sa participation aux élections municipales à Saint-Pétersbourg et a ouvert un « QG pour la transformation de Saint-Pétersbourg ». Le projet proposait des propositions préliminaires pour modifier les espaces publics, les quais, les cours, les squares et les rues de Saint-Pétersbourg, et appelait les citadins à participer aux élections municipales,.
Maxime Katz a été nommé directeur de campagne du parti Iabloko, et tous les candidats qui se sont présentés à l'appel de « Projets urbains » se sont présentés sous la bannière de ce parti. 99 candidats de Iabloko sont devenus députés.
Parallèlement aux élections municipales à Saint-Pétersbourg, Projets urbains a mené deux campagnes électorales pour la Douma de la ville de Moscou : Daria Bessedina (circonscription no 8) et Anastasia Briukhanova (circonscription no 42),. Maxime Katz a annoncé le lancement de la campagne pour la Douma de la ville de Moscou le 17 février 2019, l'objectif étant de promouvoir le démantèlement des autoroutes construites à Moscou (l'une d'entre elles, l'avenue Leningradski, traverse la circonscription no 8). Bessedina, qui est devenue députée à la Douma de la ville de Moscou le 8 septembre 2019,, s'est présentée sous la bannière du parti Iabloko et a mené une campagne électorale à grande échelle, qui s'est déroulée dans le contexte des manifestations politiques autour des élections à la Douma de Moscou.

### 2020 - Élections aux Doumas municipales régionales
En 2020, Projets urbains a soutenu 63 candidats aux vues pro-urbanistes aux élections des Doumas municipales de différentes régions de Russie. Sept des candidats soutenus sont devenus députés.

### 2021 - Élections à la Douma d'État et à la Douma de la ville de Moscou
En 2021, Projets urbains a mené deux campagnes électorales : Anastasia Briukhanova, membre de la fondation, s'est présentée comme candidate à la Douma d'État,, et Piotr Karmanov a participé aux élections partielles pour la Douma de la ville de Moscou. Les élections ont été marquées par la première utilisation du système de vote électronique à distance (DEG). Les membres du QG de Briukhanova affirment que l'utilisation du DEG a été la cause de sa défaite aux élections, car les résultats du DEG et les résultats du vote hors ligne dans les urnes étaient très différents, et ils font également état d'anomalies statistiques.

### 2022 - Élections municipales à Moscou
En 2021, Projets urbains a annoncé qu'elle mènerait une campagne de soutien aux candidats indépendants aux élections municipales de Moscou, similaire au projet « Démocrates unis » de 2017,.